# The American Historical Review
The American Historical Review est la publication officielle de la Société américaine d'histoire depuis 1895. Elle publie environ 25 articles et 1 000 critiques d'essais historiques par an.